# Giorgione
Giorgione, pravog imena Giorgio da Castelfranco (Castelfranco, 1477./1478. g. – Venecija, 25. listopada 1510.), bio je izuzetan talijanski slikar venecijanskog slikarstva visoke renesanse.

## Životopis
Rođen u Castelfrancu, o njegovom djetinjstvu i školovanju prije dolaska u Veneciju zna se veoma malo.
Giorgione je bio učenik G. Bellinija u Veneciji od kojega preuzima i razvija boju kao glavno sredstvo poetskog izraza i dubokih, magličastih prikaza krajolika obogaćenih mitološkim prizorima (česte scene iz Arkadije uronjene u nježno, poetično difuzno svjetlo, meka profinjena kolorita).
Družio se s Tizianom, koji mu je bio prijatelj, ali i takmac. God. 1508. dovršio je Giorgione u Veneciji fresko oslik pročelja Fondaco dei Tedeschi, koji je sve do 16. st. bio velika likovna senzacija, no od njega su danas ostali samo fragmenti u djelima kasnijih grafičara. 
Giorgio Vasari spominje u svom djelu „Životi“ da je Giorgione umro mlad od kuge u Veneciji i da je „ ... bio odgojen u Veneciji i trajno se bavio stvarima ljubavi, odajući se predano svirci na lutnji tako čudesno, da je u svoje vrijeme slovio kao izvanredan svirač i pjevač ...“.
Nakon smrti, njegove nedovršene slike je dovršavao Tizian. Legendarna slava, još za života, i njegova zagonetnost, stvorile su od njega mit i sasvim krivu sliku (vjerovalo se da je naslikao brojne slike koje su bile ispod njegove razine, a jedno se vrijeme, potpuno neutemeljeno,  vjerovalo da je iz plemićke obitelji, te da je bio iz židovske obitelji).

## Djela
U suradnji s mladim Tizianom izveo alegorijske freske na pročelju palače Fondaco dei Tedeschi (nisu očuvane). 
Nakon stoljetnih rasprava, krivih atribucija, komparativnom analizom danas mu se sa sigurnošću mogu pripisati: oltarna slika Madona na prijestolju sa sv. Liberaleom i sv. Franjom u crkvi u Castelfrancu, i slike: Salamonov sud; Tri filozofa; Portret mladića; Portret mlade djevojke; Oluja (Giorgione); Koncert u prirodi (Concert Champêtre u Louvreu). Čudesan senzualni akt ukomponiran u smireni krajolik, tzv. Usnula Venera, koji je vjerojatno završio Tizian zbog Giorgionove iznenadne i prerane smrti.

### Odabrana djela
- Salomonov sud, oko 1501., ulje na platnu, 89 × 72 cm, galerija Uffizi, Firenca.
- Poklonstvo pastira, oko 1505., ulje na platnu, 90,8 x 110,5 cm, Nacionalna galerija, Washington.
- Tri filozofa', 1508., ulje na platnu, 123,5 × 144,5 cm, Beč.
- Koncert u prirodi, oko 1510., ulje na platnu, 110 × 138 cm, Louvre, Pariz.

Ostala djela:
- Mojsijevo vatreno krštenje (1500. – 1501.) - ulje na dasci, 89 x 72, Uffizi, Firenca.
- Judita (oko 1504.) - ulje na platnu, prebačeno s daske, 144 x 66,5 cm, Ermitaž, Sankt-Peterburg.
- Potret mladenke (Laura) (oko 1506.)  ulje na drvu, 41 x 33,5 cm, Kunsthistorisches Museum, Beč.
- Starica (oko 1508.) - ulje na platnu, 68 x 59 cm, Galerija akademije, Venecija.
- Potret mladića (1508. – 10.) - ulje na platnu, 72,5 x 54 cm, Muzej umjetnosti, Budimpešta.
- Portret ratnika (oko 1509.) - ulje na platnu, 90 x 73 cm, galerija Uffizi, Firenca.
- Strastveni pjevač (oko 1510.) - ulje na platnu, 102 x 78 cm, Galerija Borghese, Rim.
- Portet mladića - ulje na drvu, 69,4 x 53,5 cm, Alte Pinakothek, München.

## Poveznice
- Renesansno slikarstvo
- Visoka renesansa